# Huug de Groot

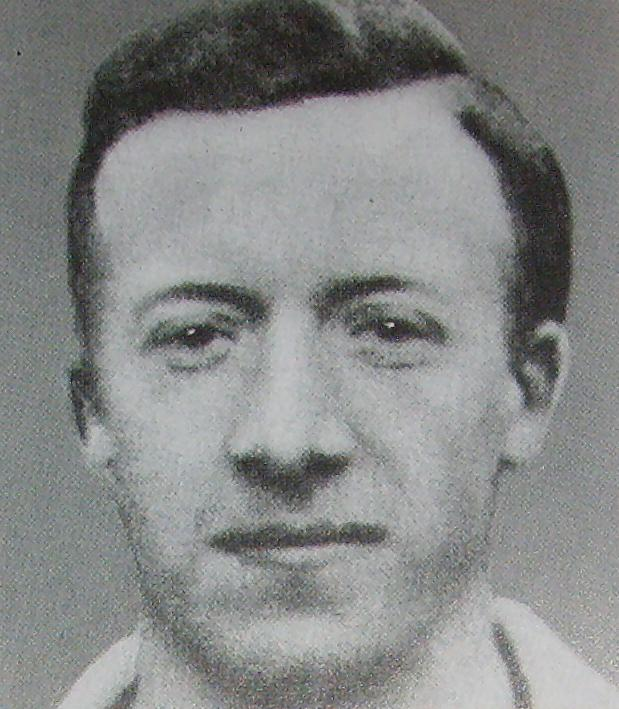
Huug de Groot

Henri Franciscus „Huug“ de Groot (* 7. Mai 1890 in Rotterdam; † 18. April 1957 in Scheveningen) war ein niederländischer Fußballspieler. Er bestritt 1912 bis 1914 neun Länderspiele für die niederländische Nationalmannschaft. Bei den Olympischen Spielen 1912 in Stockholm gewann er mit der niederländischen Mannschaft die Bronzemedaille. 
Henri de Groot spielte für Sparta Rotterdam und erhielt schon früh den Spitznamen „Huug“, wahrscheinlich nach dem Philosophen Hugo Grotius (niederländisch: Hugo oder Huigh de Groot). Er war als Stürmer einer der Garanten für die Erfolge des Vereins, der von 1909 bis 1915 fünfmal niederländischer Meister und fünf bedeutende Pokalwettbewerbe gewann. De Groot und Bok de Korver waren zu dieser Zeit die „Starspieler“; gemeinsam mit Piet van der Wolk und Cas Ruffelse wurden sie als die „vier Musketiere“ bezeichnet. Trainer bei den Rotterdamern war der Engländer Edgar Chadwick, der von 1908 bis 1913 auch die Nationalmannschaft betreute. De Korver war bereits seit dem ersten Länderspiel im Oranje-Team, seit 1910 als Mannschaftskapitän; der sieben Jahre jüngere de Groot, die „Sparta-Kanone“, kam 1912 zu seinem ersten Einsatz. 
Im Freundschaftsspiel in Antwerpen gegen Belgien gab er am 10. März 1912 ebenso sein Debüt wie Wim Bronger und Piet Valkenburg. Während es für die beiden Abwehrspieler das einzige Länderspiel blieb, wurde de Groot in den Kader für die Olympischen Spiele berufen. Schon im ersten Spiel, als die Niederlande Gastgeber Schweden mit 4:3 nach Verlängerung aus dem Wettbewerb warfen, stand de Groot über die gesamte Spielzeit auf dem Platz. Auch in den nächsten Spielen war er eine feste Größe im Oranje-Team, und im Spiel um Platz drei erzielte er beim 9:0 gegen Finnland die ersten zwei Tore für sein Heimatland. 
Am 24. März 1913 stand er, gemeinsam mit de Korver und einem weiteren „Spartaner“, nämlich Piet van der Wolk, in der Mannschaft, die in der siebten Partie gegen Englands Amateurauswahl, gegen die es 1907 mit 2:12 die noch heute höchste Niederlage des niederländischen Teams gegeben hatte, mit einem 2:1 den ersten Sieg einfuhr – ein Sieg über das „Mutterland des Fußballs“, der Euphorie auslöste und den Dichter August Heyting gar zu einem 2.600 Zeilen langen Gedicht inspirierte. Beide Tore der Niederländer erzielte de Groot. 
Sein letztes Spiel in Oranje machte de Groot am 17. Mai 1914. Beim 3:4 in Kopenhagen erzielte er das letzte seiner sechs Länderspieltore. Weitere Treffer und Partien verhinderte der Ausbruch des Ersten Weltkriegs.